# Pierre Musy
Arnold "Noldi" Gartmann, född 25 augusti 1910 i Albeuve, Fribourg, Schweiz, död 21 november 1990 i Düdingen, Fribourg, Schweiz, var en schweizisk bobåkare.
Gartmann blev olympisk guldmedaljör i fyrmansbob vid vinterspelen 1936 i Garmisch-Partenkirchen.